# Scirophorion
Scirophorion est le dernier mois du calendrier attique, qui était utilisé dans la région d'Athènes en Grèce antique. Le mois de scirophorion durait 29 jours compris approximativement entre le 23 mai et le 21 juillet de notre calendrier actuel. Il tire son nom du mot grec (Σκιροφοριών / Skirophoriốn) de la fête des Scirophories en l'honneur de Déméter et/ou d'Athéna.
Pendant ce mois se déroulaient les arrhéphories (le 3) et les fêtes dipoliennes/Bouphonies (le 14 du mois).